# Élections fédérales allemandes de 1998
L’élection du 14e Bundestag a eu lieu le 27 septembre 1998.

## Résultats

### Nationaux
|                        |                                                   |                                                   |                  |                  |                  |                  |            |       |       |        |              |               |  |  |
| Partis                 | Partis                                            | Partis                                            | Circonscriptions | Circonscriptions | Circonscriptions | Circonscriptions | Liste      | Liste | Liste | Liste  | Total sièges | +/−           |  |  |
| Partis                 | Partis                                            | Partis                                            | Votes            | %                | Sièges           | +/-              | Votes      | %     | +/-   | Sièges | Total sièges | +/−           |  |  |
|                        | Parti social-démocrate d'Allemagne (SPD)          | Parti social-démocrate d'Allemagne (SPD)          | 21 535 893       | 43,80            | 212              | 109              | 20 181 269 | 40,93 | 4,54  | 86     | 298          | 46            |  |  |
|                        |                                                   | Union chrétienne-démocrate d'Allemagne (CDU)      | 15 854 215       | 32,25            | 74               | 103              | 14 004 908 | 28,40 | 5,76  | 124    | 198          | 46            |  |  |
|                        | Union chrétienne-sociale en Bavière (CSU)         | 3 602 472                                         | 7,33             | 38               | 6                | 3 324 480        | 6,74       | 0,54  | 9     | 47     | 3            |               |  |  |
| Total CDU/CSU          | Total CDU/CSU                                     | 19 456 687                                        | 39,57            | 112              | 109              | 17 329 388       | 35,14      | 6,29  | 133   | 245    | 49           |               |  |  |
|                        | Alliance 90/Les Verts (Grünen)                    | Alliance 90/Les Verts (Grünen)                    | 2 448 162        | 4,98             | 0                | en stagnation    | 3 301 624  | 6,70  | 0,57  | 47     | 47           | 2             |  |  |
|                        | Parti libéral-démocrate (FDP)                     | Parti libéral-démocrate (FDP)                     | 1 486 433        | 3,02             | 0                | en stagnation    | 3 080 955  | 6,25  | 0,67  | 43     | 43           | 4             |  |  |
|                        | Parti du socialisme démocratique (PDS)            | Parti du socialisme démocratique (PDS)            | 2 416 781        | 4,92             | 4                | en stagnation    | 2 515 454  | 5,10  | 0,71  | 32     | 36           | 6             |  |  |
|                        | Les Républicains (REP)                            | Les Républicains (REP)                            | 1 115 664        | 2,27             | 0                | en stagnation    | 906 383    | 1,84  | 0,02  | 0      | 0            | en stagnation |  |  |
|                        | Union populaire allemande (DVU)                   | Union populaire allemande (DVU)                   |                  |                  |                  |                  | 601 192    | 1,22  | Nv.   | 0      | 0            | en stagnation |  |  |
|                        | Initiative Pro D-Mark (Pro DM)                    | Initiative Pro D-Mark (Pro DM)                    |                  |                  |                  |                  | 430 099    | 0,87  | Nv.   | 0      | 0            | en stagnation |  |  |
|                        | Les Gris - Les Panthères grises (GRAUE)           | Les Gris - Les Panthères grises (GRAUE)           | 141 763          | 0,29             | 0                | en stagnation    | 152 557    | 0,31  | 0,20  | 0      | 0            | en stagnation |  |  |
|                        | Parti de protection des animaux (Tierschutz)      | Parti de protection des animaux (Tierschutz)      | 1 734            | 0,00             | 0                | en stagnation    | 133 832    | 0,27  | 0,12  | 0      | 0            | en stagnation |  |  |
|                        | Parti national-démocrate d'Allemagne (NPD)        | Parti national-démocrate d'Allemagne (NPD)        | 45 043           | 0,09             | 0                | en stagnation    | 126 571    | 0,26  | Abs.  | 0      | 0            | en stagnation |  |  |
|                        | Fédération des citoyens libres (BFB)              | Fédération des citoyens libres (BFB)              | 134 795          | 0,27             | 0                | en stagnation    | 121 196    | 0,25  | Nv.   | 0      | 0            | en stagnation |  |  |
|                        | Parti écologiste-démocrate (ÖDP)                  | Parti écologiste-démocrate (ÖDP)                  | 145 308          | 0,30             | 0                | en stagnation    | 98 257     | 0,20  | 0,19  | 0      | 0            | en stagnation |  |  |
|                        | Parti des chrétiens respectueux de la Bible (PBC) | Parti des chrétiens respectueux de la Bible (PBC) | 46 379           | 0,09             | 0                | en stagnation    | 71 941     | 0,15  | 0,01  | 0      | 0            | en stagnation |  |  |
|                        | Autres                                            | Autres                                            | 191 938          | 0,39             | 0                | en stagnation    | 257 794    | 0,52  | —     | 0      | 0            | en stagnation |  |  |
|                        |                                                   |                                                   |                  |                  |                  |                  |            |       |       |        |              |               |  |  |
| Votes valides          | Votes valides                                     | Votes valides                                     | 49 166 580       | 98,44            |                  |                  | 49 308 512 | 98,72 |       |        |              |               |  |  |
| Votes blancs et nuls   | Votes blancs et nuls                              | Votes blancs et nuls                              | 780 507          | 1,56             | 638 575          | 1,28             |            |       |       |        |              |               |  |  |
| Total                  | Total                                             | Total                                             | 49 947 087       | 100              | 328              | en stagnation    | 49 947 087 | 100   | —     | 341    | 669          | 3             |  |  |
| Abstentions            | Abstentions                                       | Abstentions                                       | 10 815 664       | 17,80            |                  |                  | 10 815 664 | 17,80 |       |        |              |               |  |  |
| Inscrits/Participation | Inscrits/Participation                            | Inscrits/Participation                            | 60 762 751       | 82,20            | 60 762 751       | 82,20            |            |       |       |        |              |               |  |  |

### Par Land
| Land                               | SPD    | Union  | Grünen | FDP   | PDS    | REP   | DVU   | Autres |
| ---------------------------------- | ------ | ------ | ------ | ----- | ------ | ----- | ----- | ------ |
| Land                               |        |        |        |       |        |       |       |        |
| Bade-Wurtemberg                    | 35,6 % | 37,8 % | 9,2 %  | 8,8 % | 1,0 %  | 4,0 % | 0,6 % | 3,0 %  |
| Basse-Saxe                         | 49,4 % | 34,1 % | 5,9 %  | 6,4 % | 1,0 %  | 0,9 % | 0,6 % | 1,7 %  |
| Bavière                            | 34,4 % | 47,7 % | 5,9 %  | 5,1 % | 0,7 %  | 2,6 % | 0,6 % | 3,0 %  |
| Berlin                             | 37,8 % | 23,7 % | 11,3 % | 4,9 % | 13,5 % | 2,4 % | 2,1 % | 4,3 %  |
| Brandebourg                        | 43,9 % | 20,7 % | 3,4 %  | 2,8 % | 20,0 % | 1,7 % | 2,8 % | 4,7 %  |
| Brême                              | 50,2 % | 25,4 % | 11,3 % | 5,9 % | 2,4 %  | 0,7 % | 1,7 % | 2,4 %  |
| Hambourg                           | 45,8 % | 30,0 % | 10,8 % | 6,5 % | 2,3 %  | 0,6 % | 2,1 % | 1,9 %  |
| Hesse                              | 41,6 % | 34,7 % | 8,2 %  | 7,9 % | 1,5 %  | 2,3 % | 1,0 % | 2,8 %  |
| Mecklembourg-Poméranie-Occidentale | 35,3 % | 29,3 % | 3,0 %  | 2,2 % | 23,6 % | 0,6 % | 2,7 % | 3,3 %  |
| Rhénanie-du-Nord-Westphalie        | 46,9 % | 33,8 % | 6,9 %  | 7,3 % | 1,2 %  | 1,1 % | 0,9 % | 1,9 %  |
| Rhénanie-Palatinat                 | 41,3 % | 39,1 % | 6,1 %  | 7,1 % | 1,0 %  | 2,2 % | 0,7 % | 2,5 %  |
| Sarre                              | 52,4 % | 31,8 % | 5,5 %  | 4,7 % | 1,0 %  | 1,2 % | 0,9 % | 2,5 %  |
| Saxe                               | 29,1 % | 32,7 % | 4,4 %  | 3,7 % | 20,0 % | 1,9 % | 2,6 % | 5,6 %  |
| Saxe-Anhalt                        | 38,1 % | 27,2 % | 3,3 %  | 4,1 % | 20,7 % | 0,6 % | 3,2 % | 2,8 %  |
| Schleswig-Holstein                 | 45,4 % | 35,7 % | 6,5 %  | 7,6 % | 1,5 %  | 0,4 % | 1,3 % | 1,6 %  |
| Thuringe                           | 34,5 % | 28,9 % | 3,9 %  | 3,4 % | 21,2 % | 1,6 % | 2,9 % | 3,6 %  |
| Allemagne                          | 40,9 % | 35,1 % | 6,7 %  | 6,2 % | 5,1 %  | 1,8 % | 1,2 % | 3,0 %  |

### Différences régionales
| Länder                   | SPD    | Union  | Grünen | FDP   | PDS    | Autres |
| ------------------------ | ------ | ------ | ------ | ----- | ------ | ------ |
| Länder                   |        |        |        |       |        |        |
| Anciens Länder (ex-RFA)  | 42,3 % | 37,0 % | 7,3 %  | 7,0 % | 1,2 %  | 5,2 %  |
| Nouveaux Länder (ex-RDA) | 35,1 % | 27,3 % | 4,1 %  | 3,3 % | 21,6 % | 8,6 %  |
| Allemagne                | 40,9 % | 35,1 % | 6,7 %  | 6,2 % | 5,1 %  | 6,0 %  |